# System 22

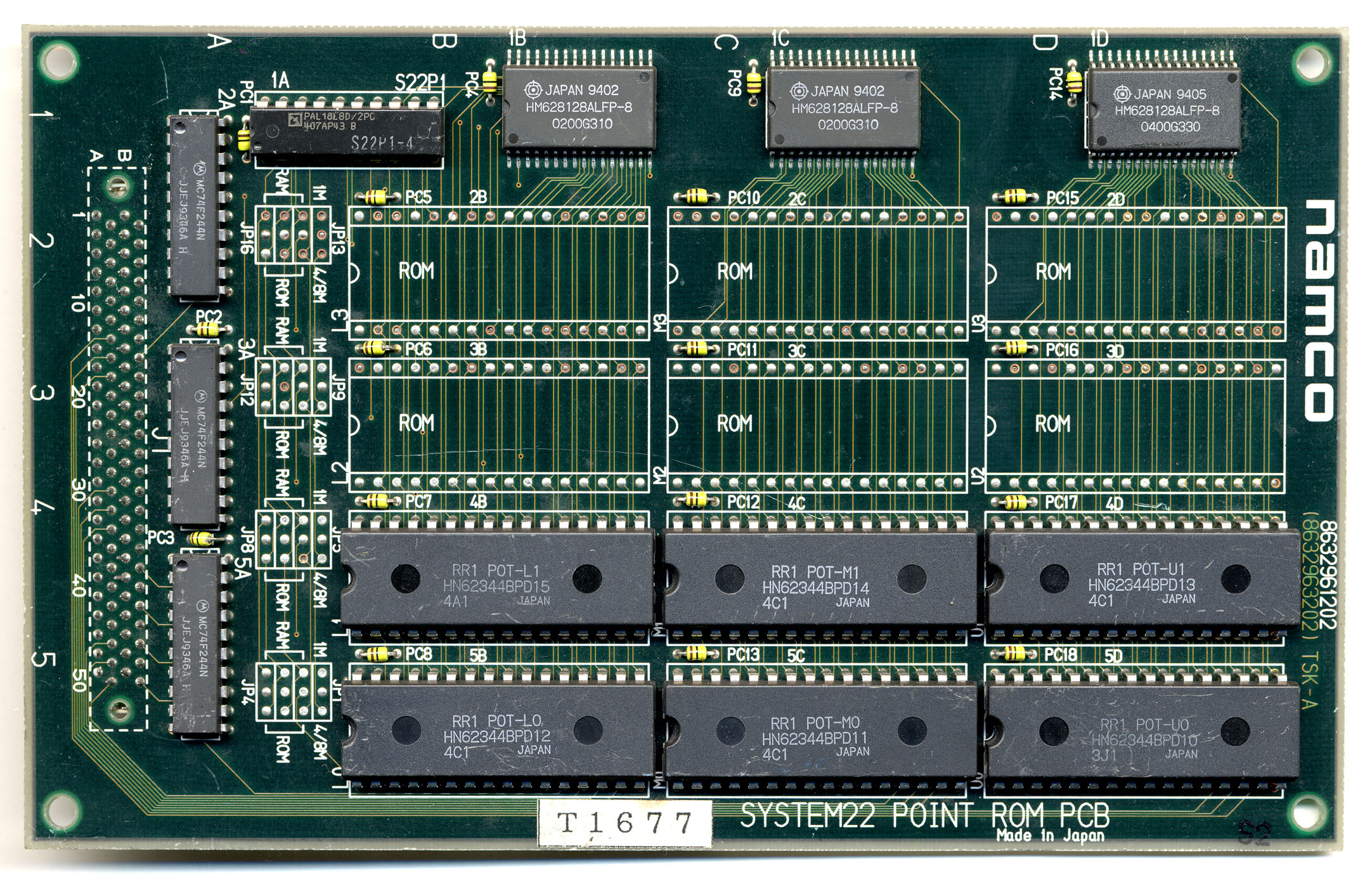
Circuit Imprimé d'arcade Namco, System 22

Le System 22 est un système d'arcade compatible JAMMA destiné aux salles d'arcade, créé par la Namco en 1993.

## Description
Apparu en 1993 avec le jeu Ridge Racer, il a succédé au System 21.
Namco va renouer avec le succès planétaire et marquer l'histoire avec son System 22. La 3D est de mise pour ce nouvel hardware. Par rapport au System 21, les graphismes ont beaucoup progressé, sont plus fins et plus travaillés. Le côté « anguleux » a disparu pour laisser place à un look plus « réaliste ». Un microprocesseur principal plus rapide, un Motorola 68EC020 va permettre de grandes améliorations graphiques (l'ombrage Gouraud, effets de transparence, mappage de texture),.
Techniquement, le System 22 est une évolution du System 21 avec un microprocesseur principal plus rapide et de grandes améliorations graphiques : l'ombrage Gouraud, effets de transparence, mappage de texture… Il permet d'animer 240 000 polygones à la seconde (soit quatre fois plus que son prédécesseur). Namco réalise là un matériel somme-toute très puissant techniquement, capable d'afficher plus de 16 à 24 millions de polygones et plus de 16 millions de couleurs à l'écran.
Le System 22 était en concurrence directe avec le Model 2, qui proposait des spécificités techniques à peu près similaire et le jeu Daytona USA, qui venait concurrencer Ridge Racer.
Une évolution du système, appelée Namco Super System 22, est sortie en 1994. Le Super System 22 est très similaire au System 22, mais il peut afficher plus de polygones et plus d'effets graphiques que ce dernier. Le Namco System 23 leur a succédé en 1997.

## Spécifications techniques

### Processeurs
- Microprocesseur principal : Motorola 68020 à 24,576 MHz
- DSP : 2 × Texas Instruments TMS32025 à 49,152 MHz (le nombre exact de DSPs peut varier)

### Affichage
- 640 × 480
- Palette 32 798 couleurs
- Plus de 16,7 millions de couleurs

### Audio
- Processeur sonore : C75 (Mitsubishi M37702 ou M37710 modifiés)
- Chip sonore : Namco Custom C352
- Stéréo

## Liste des jeux
| Titre                        | Développeur | Éditeur | Système         | Genre                       | Date |
| ---------------------------- | ----------- | ------- | --------------- | --------------------------- | ---- |
| Ace Driver: Victory Lap (en) | Namco       | Namco   | System 22       | Course                      | 1995 |
| Ace Driver (en)              | Namco       | Namco   | System 22       | Course                      | 1994 |
| Air Combat 22 (en)           | Namco       | Namco   | Super System 22 | Simulateur de vol de combat | 1995 |
| Alpine Racer (en)            | Namco       | Namco   | Super System 22 | Sport : Ski alpin           | 1994 |
| Alpine Racer 2 (en)          | Namco       | Namco   | Super System 22 | Sport : Ski alpin           | 1996 |
| Alpine Surfer (en)           | Namco       | Namco   | Super System 22 | Sport : Snowboard           | 1996 |
| Aqua Jet                     | Namco       | Namco   | Super System 22 | Course : Jet ski            | 1996 |
| Armadillo Racing             | Namco       | Namco   | Super System 22 | Course                      | 1997 |
| Cyber Commando               | Namco       | Namco   | System 22       | Arena shooters              | 1994 |
| Cyber Cycles (en)            | Namco       | Namco   | Super System 22 | Course                      | 1995 |
| Dirt Dash (en)               | Namco       | Namco   | Super System 22 | Course                      | 1995 |
| Prop Cycle                   | Namco       | Namco   | Super System 22 | Simulation aérienne         | 1996 |
| Rave Racer                   | Namco       | Namco   | System 22       | Course                      | 1995 |
| Ridge Racer                  | Namco       | Namco   | System 22       | Course                      | 1993 |
| Ridge Racer 2                | Namco       | Namco   | System 22       | Course                      | 1994 |
| SimDrive                     | Namco       | Namco   | System 22       | Course                      | 1992 |
| Time Crisis                  | Namco       | Namco   | Super System 22 | Light gun shooter           | 1995 |
| Tokyo Wars (en)              | Namco       | Namco   | Super System 22 | FPS                         | 1995 |